# 里山街道
里山街道，是中华人民共和国安徽省池州市贵池区下辖的一个乡镇级行政单位。

## 行政区划
里山街道下辖以下地区：
解放社区、里山村、象山村、新华村、晓岭村、合兴村、双河村、杨街村、元四村和白洋村。